# Hotel garni

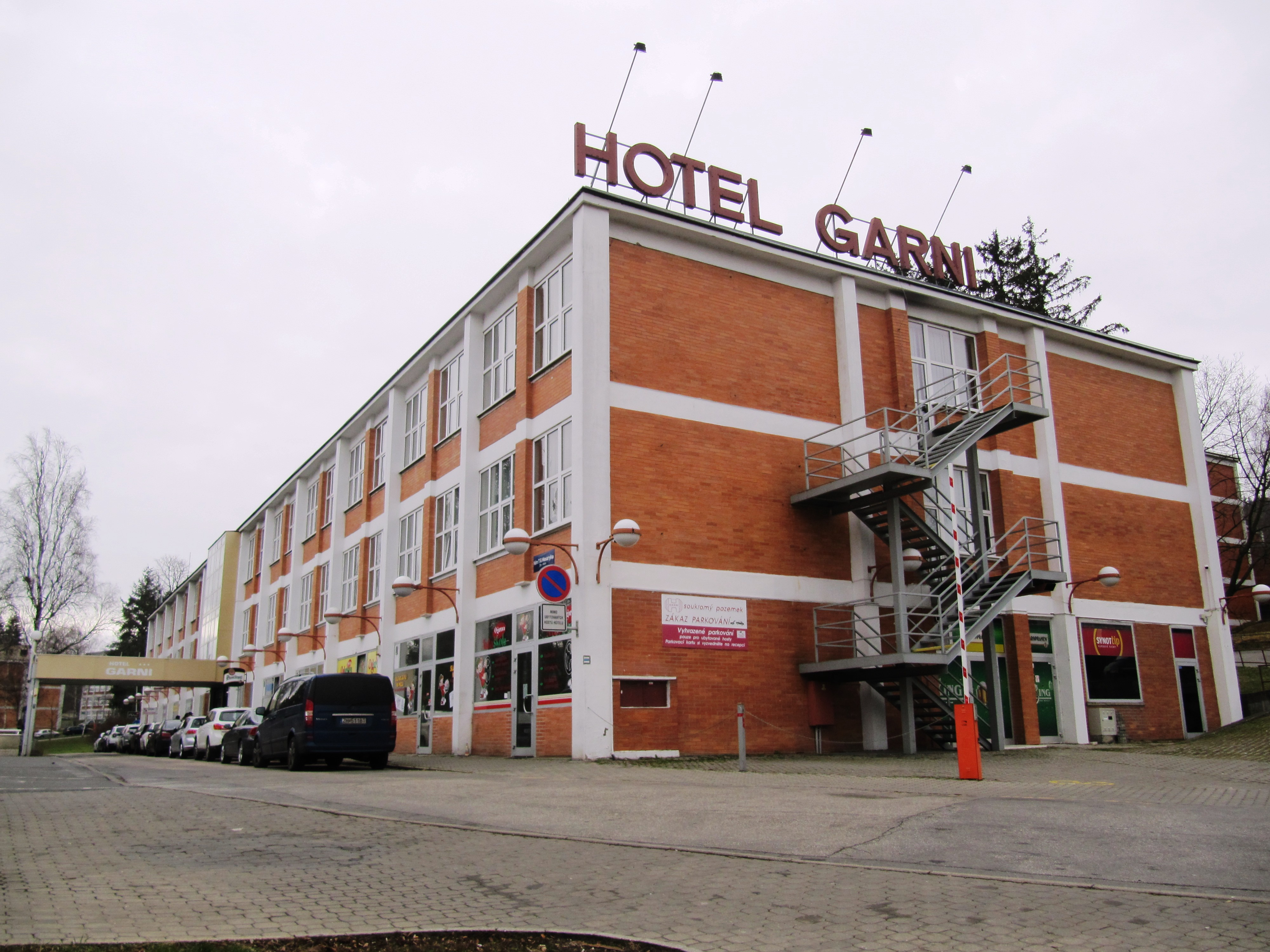
Hotel garni

Označení hotel garni se používá při kategorizaci ubytovacích služeb typu hotel. Toto hotelové zařízení se specializuje na samotné ubytování a stravovací služby jsou omezené, musí však poskytovat snídaně. Obvykle nabízí maximálně drobné občerstvení během celého dne, ne však pokrmy à la carte.
Hotel garni patří do III. kategorie, minimální počet pokojů je 10 a maximální počet kvalifikačních hvězdiček je 4.